# Ōhan
Ōhan (オーハン?) è un kata del karate, che nasce dalla stirpe Ryūei-ryū scuola di Naha-te. È stato incorporato nel Shitō-ryū lignaggio Hayashi-ha dal Maestro Teruo Hayashi. Come caratteristiche notevoli sono i colpi e le posizioni che sono simili ai movimenti di una gru, questo aspetto rivela anche il suo rapporto con gli stili di combattimento del sud della Cina, più precisamente lo stile della gru bianca.